# Eure-et-Loir
Eure-et-Loir (IPA: [ˌœreˈlwaʁ]) a 83 eredeti département egyike, amelyeket a francia forradalom alatt 1790. március 4-én hoztak létre.

## Elhelyezkedése
Franciaország középső részén, Centre-Val de Loire régiójában található megye keletről Yvelines és Essonne, délről Loiret és Loir-et-Cher, nyugatról Sarthe és Orne, északról pedig Eure megyékkel szomszédos.

## Települések
A megye legnagyobb városai 2011-ben:

| Település        | Népesség |
| ---------------- | -------- |
| Chartres         | 39 273   |
| Dreux            | 31 031   |
| Lucé             | 15 926   |
| Châteaudun       | 16 640   |
| Nogent-le-Rotrou | 10 884   |
| Vernouillet      | 11 751   |
| Mainvilliers     | 10 324   |
| Luisant          | 6 834    |
| Épernon          | 5 367    |
| Maintenon        | 4 473    |

## Galéria

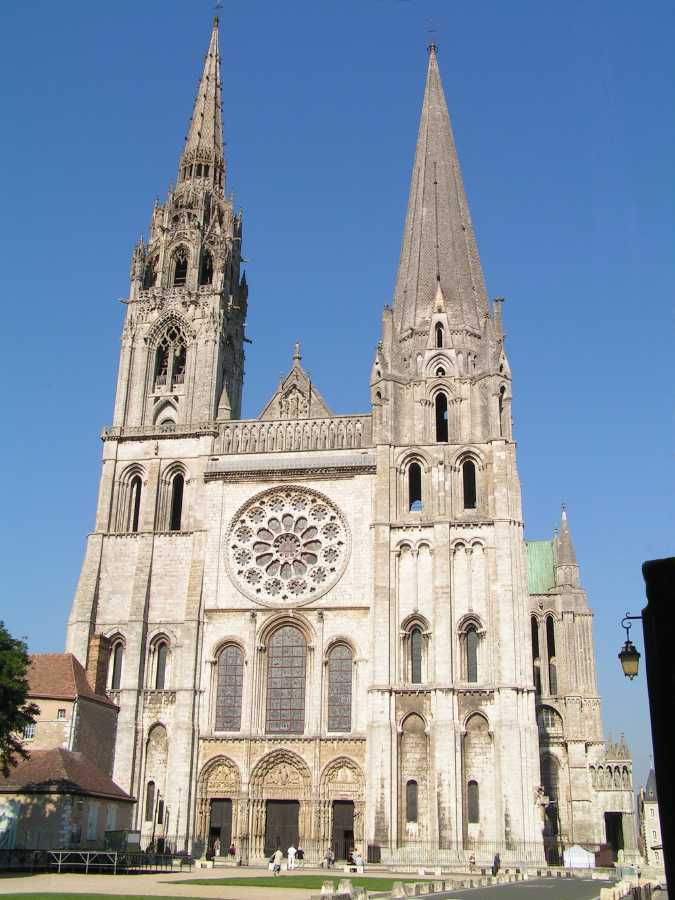
Chartres
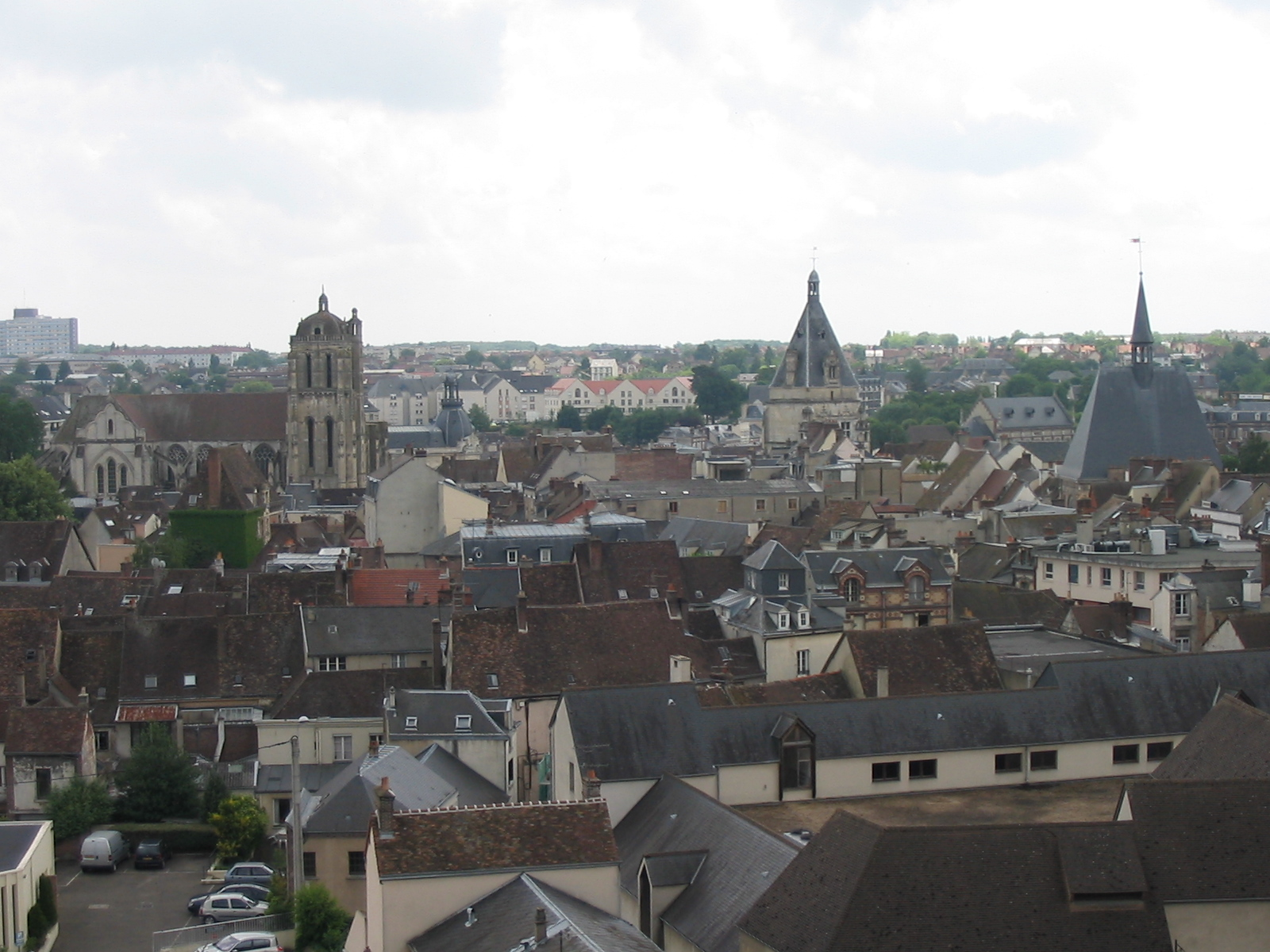
Dreux
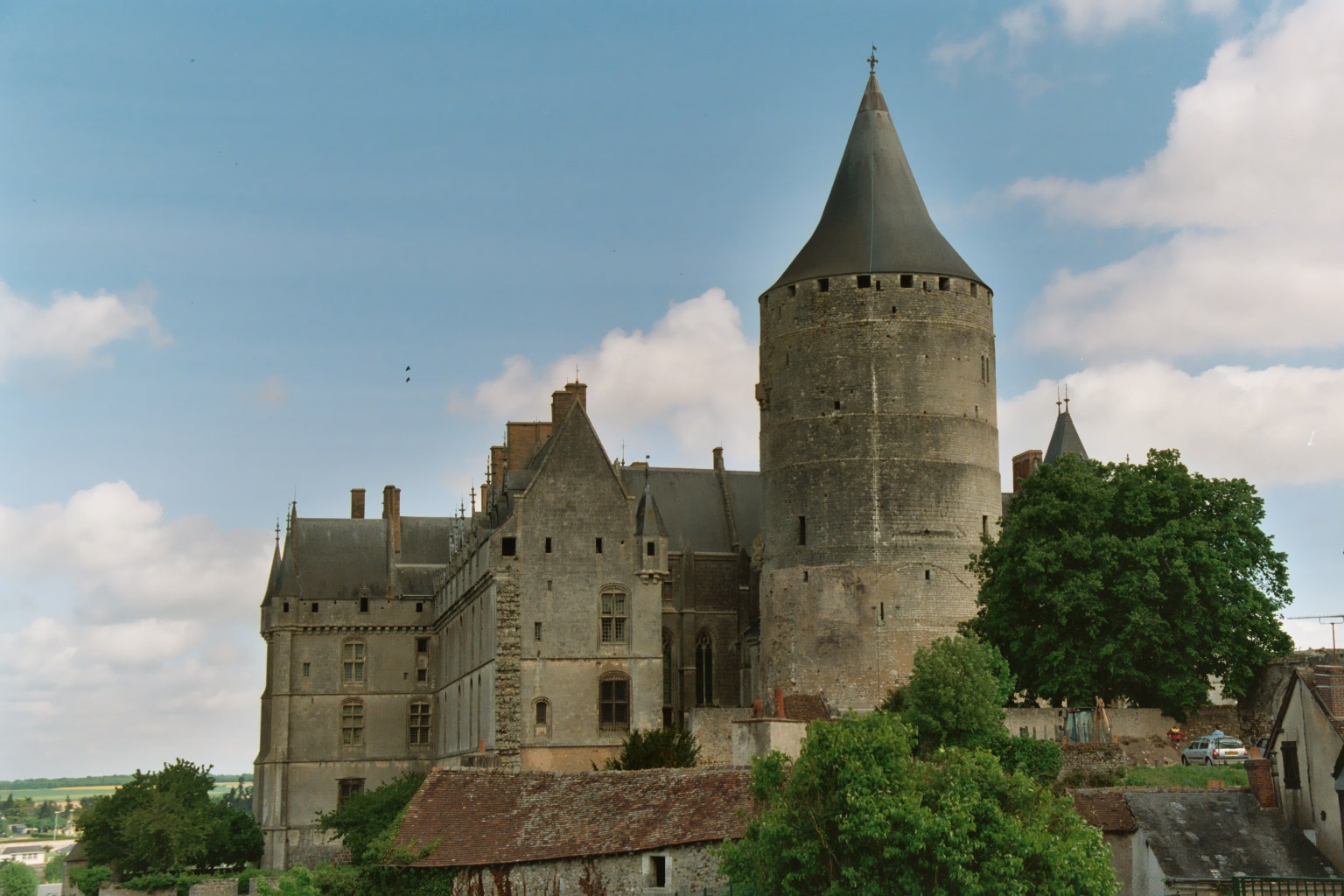
Châteaudun
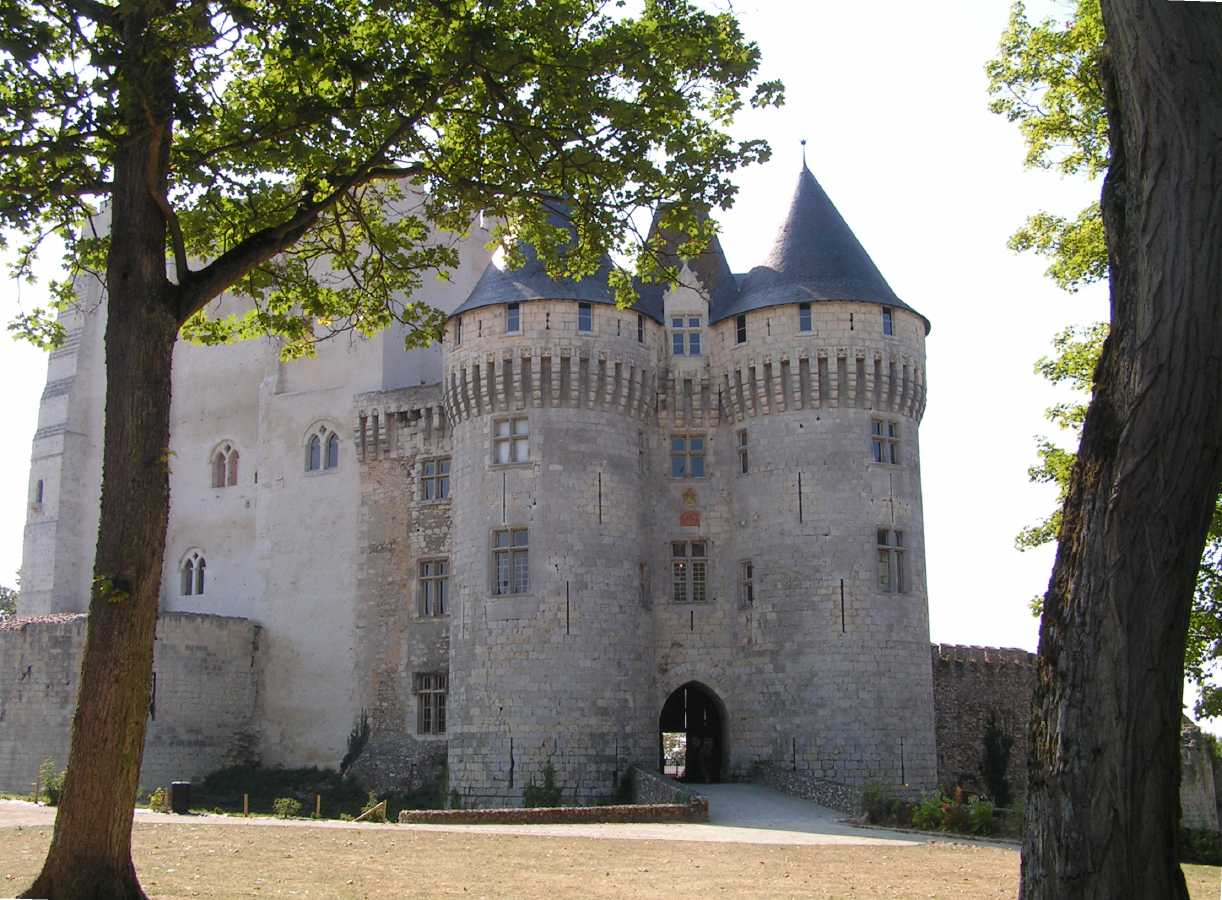
Nogent-le-Rotrou